# Martin Damm
Martin Damm (Liberec, 1 de agosto de 1972) é um ex-tenista profissional da República Tcheca.

## Carreira
Tenista tcheco vitorioso, especialista em duplas, conquistou um Grand Slam na carreira, após 16 anos de circuito, o U.S. Open, com Leander Paes, tenista indiano. Conquistou 40 títulos em duplas na ATP, vários deles com o compatriota Cyril Suk, e ainda outro parceiro vitorioso foi Robert Lindstedt, e no ranking sua melhor colocação foi a 5° do mundo.
Em simples Damm, teve 5 vice-campeonatos. e uma quarta rodada de Australian Open.

## Grand Slam finais

### Duplas: 3 (1–2)
| Resultado | Ano  | Campeonato      | Piso | Parceiro      | Oponentes                 | Placar             |
| --------- | ---- | --------------- | ---- | ------------- | ------------------------- | ------------------ |
| Vice      | 1993 | US Open         | Duro | Karel Nováček | Ken Flach Rick Leach      | 7–6(7–3), 4–6, 2–6 |
| Vice      | 2006 | Australian Open | Duro | Leander Paes  | Bob Bryan Mike Bryan      | 6–4, 3–6, 4–6      |
| Winner    | 2006 | US Open         | Duro | Leander Paes  | Jonas Björkman Max Mirnyi | 6–7(5–7), 6–4, 6–3 |

## Conquistas

### Duplas
- 1993 ATP de Zaragoza, Espanha com  Karel Nováček  Chéquia
- 1993 ATP de Munique, Alemanha com  Henrik Holm  Suécia
- 1998 Canada Masters, Canadá com  Jim Grabb  Estados Unidos
- 2000 Rome Masters, Itália com Dominik Hrbatý  Eslováquia
- 2002 Rome Masters, Itália com  Cyril Suk  Chéquia
- US Open de 2006, com Leander Paes  Índia
- 2007 Indian Wells Masters, Estados Unidos com Leander Paes  Índia

## Ligações Externas
- Perfil na ATP {em inglês)